# St. Maximilian (Meran)

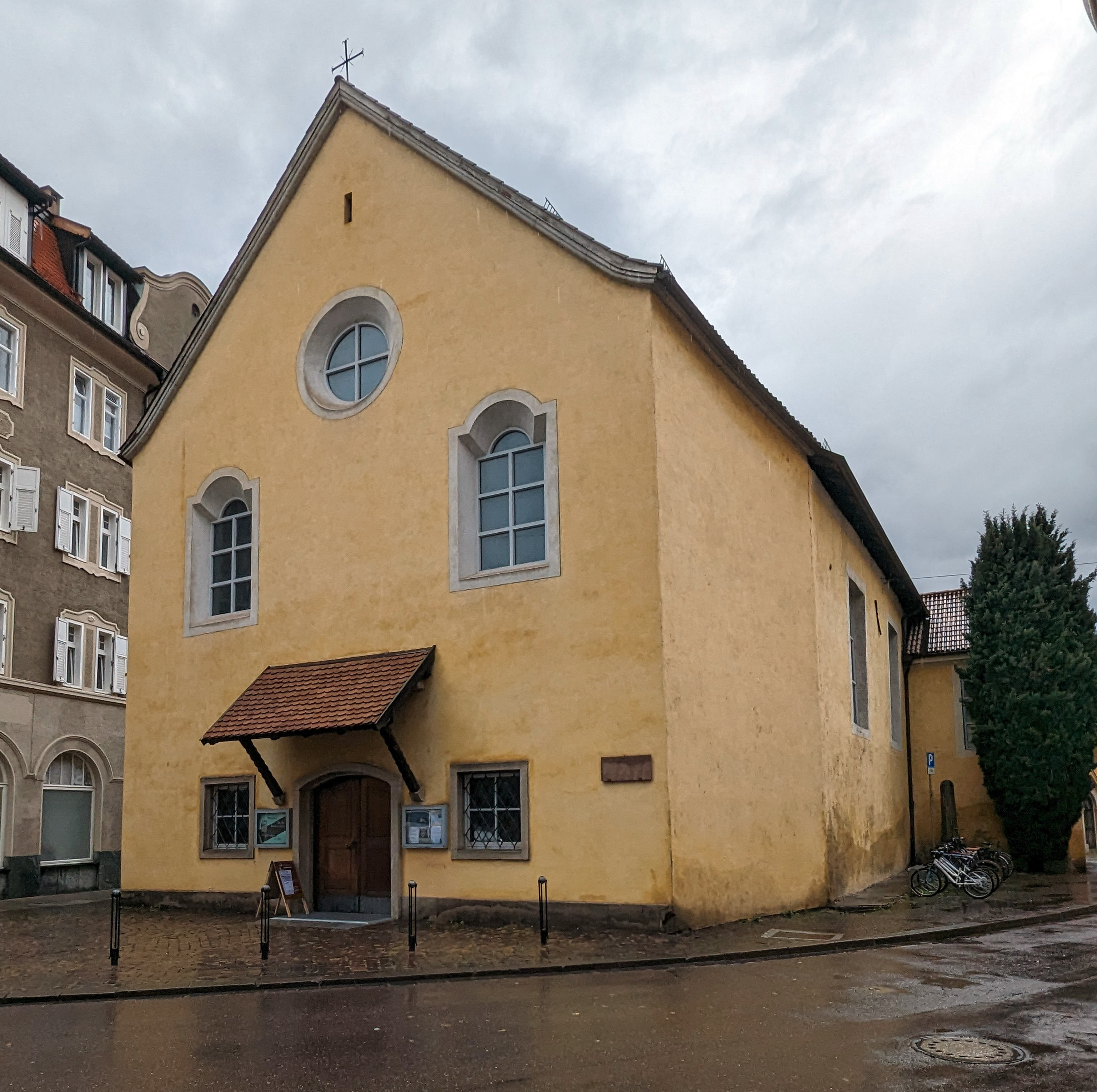
St. Maximilian in Meran

Die römisch-katholische Kapuzinerkirche St. Maximilian in Meran in Südtirol ist Teil des Kapuzinerklosters Meran und ein geschütztes Baudenkmal.

## Geschichte

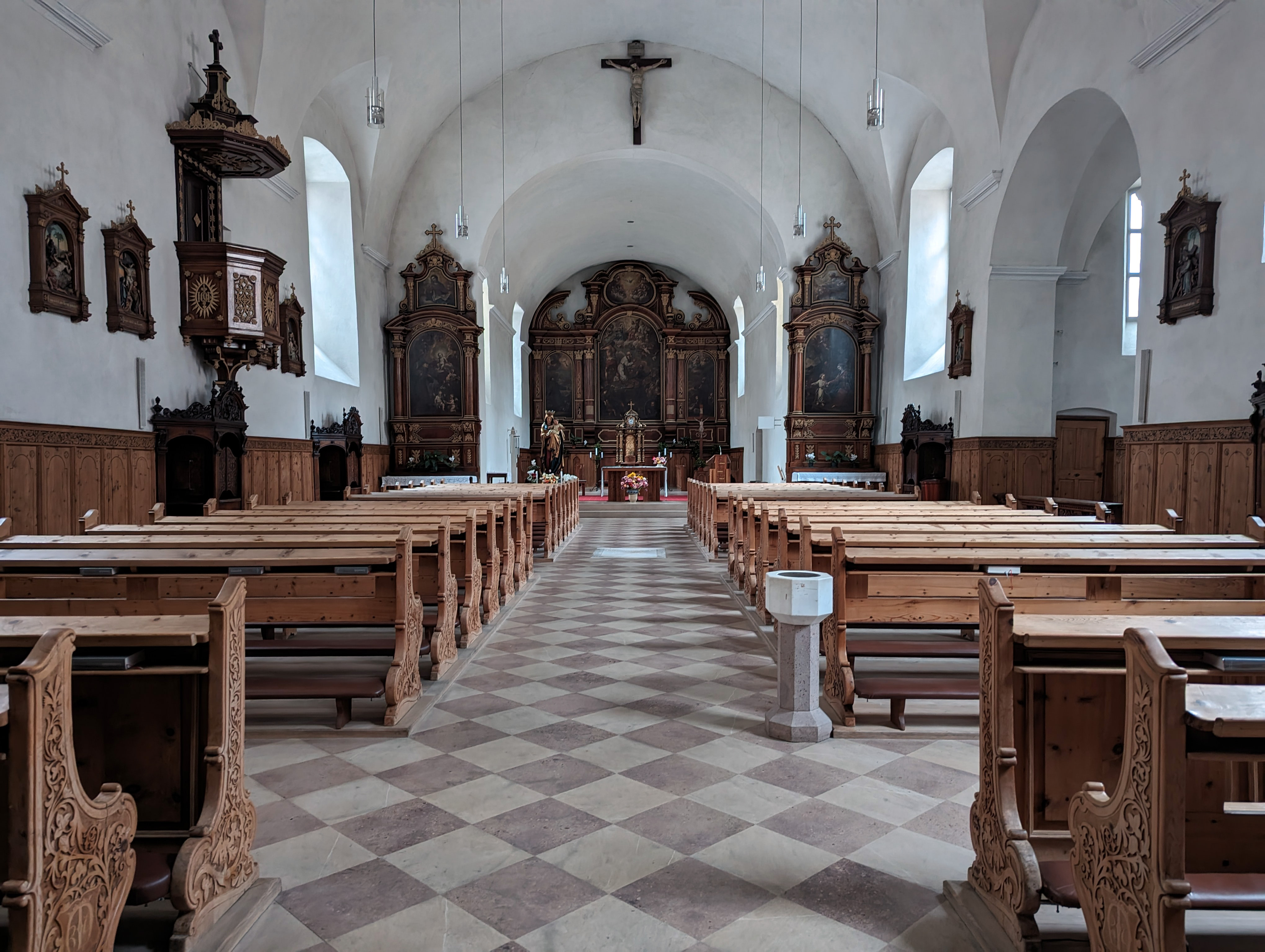
Innenraum mit Blick zum Chor

Nach der Grundsteinlegung des  Kapuzinerklosters in Meran am 1. Mai 1616 durch den Bischof von Chur Johann Flugi, erfolgte am 19. Oktober 1617 auch die Weihe der Kapuzinerkirche St. Maximilian. Das Patrozinium des Heiligen Maximilian von Celeia, Namenspatron des Tiroler Regenten Erzherzog Maximilian III., weist auf den Initiator und Wohltäter des Klosters hin. 1637 übertrug man dem Kloster die Kanzel aus der Pfarrkirche St. Nikolaus, wofür Guardian Ignatius dem Bischof Johann Flugi seinen Dank aussprach. 
Kirche und Kloster wurden von 1711 bis 1713 erweitert. Am 22. Juni 1712 weihte der Bischof von Chur Ulrich von Federspiel die Kapuzinerkirche St. Maximilian neu. Das Altarbild schuf der Bürgermeister und Maler Mathias Busjäger. Kirche und Kloster stehen seit 1980 bzw. 1997 unter Denkmalschutz.